# McKenzie Wark
 McKenzie Wark (Newcastle, 1961)  es una escritora y académica australiana. Es conocida por sus escritos sobre la teoría de los medios, teoría crítica, nuevos medios y la Internacional Situacionista. Sus obras más reconocidas son Un manifiesto hacker, Gamer Theory y El capitalismo ha muerto. Es profesora de Medios y Estudios Culturales en The New School en la ciudad de Nueva York.

## Biografía
Wark nació en Newcastle, Australia en 1961 y creció con su hermano mayor Robert y su hermana Susan. Cuando McKenzie tenía 6 años su madre murió. Su hermano Robert McKenzie Wark recuerda haberle leído cuando era niño a McKenzie y los tres niños fueron criados por su padre, Ross Kenneth Wark, quien era arquitecto.
Obtuvo una licenciatura por la Universidad de Macquarie, una maestría por la Universidad de Tecnología de Sídney y recibió su doctorado en comunicaciones de la Universidad de Murdoch. Wark estuvo casada con Christen Clifford. Sin embargo, anunciaron su separación en 2021.[cita requerida] Wark es una mujer trans.

## Trabajos
En Virtual Geography, publicado en 1994, Wark ofrece una teoría de lo que denomina el «extraño evento mediático global» Los ejemplos que se dan en el libro incluyen la caída de la bolsa de valores de 1987, las manifestaciones en la plaza de Tiananmen de 1989 y la caída del Muro de Berlín en 1989. Argumenta que el surgimiento de un espacio mediático global, una geografía virtual, hecha de líneas de comunicación cada vez más omnipresentes –o vectores– estaba emergiendo como un espacio más caótico de lo que la teoría de la globalización suele mantener.
Gran parte de la participación inicial de Wark en el debate público se produjo en la revista trimestral posmarxista australiana Arena, a través de una serie de artículos e intercambios sobre el carácter de la abstracción real, el carácter meta ideológico del posestructuralismo y las consecuencias de estos temas para la teoría social emancipatoria.
En dos libros posteriores, The Virtual Republic, publicado en 1997, y Celebridades, cultura y ciberespacio, de 1999, centró su atención en el espacio cultural nacional de su tierra natal, Australia. El primero de estos trabajos examina las llamadas «guerras culturales» de la década de 1990 como un síntoma de las luchas por la redefinición de la identidad y la cultura nacional australiana en una era de medios globales. El segundo de estos libros 'australianos' analizó la transformación de una idea socialdemócrata de lo 'popular' como idea política en una cultura popular más basada en el mercado y dirigida por los medios.
Ambos estudios surgieron de su experiencia como intelectual pública que participó en controversias públicas, principalmente a través de su columna en The Australian, un importante diario nacional. Desarrolló un enfoque basado en la observación participante, pero adaptado al ámbito mediático.
Describió el proceso de la cultura por el cual «la sacudida de nuevas experiencias se convierte en hábito» o segunda naturaleza y describió la sociedad de la información como algo que no es nuevo sino algo que cambia a través de la cultura el equilibrio entre los medios vinculantes en el espacio y en el tiempo.

Describió además el concepto de «tercera naturaleza» o telestesia, donde dispositivos como la televisión y el teléfono crean una plataforma que usamos para comunicarnos con personas a grandes distancias y no solo una máquina que aprendemos a operar individualmente. Esto se describe en su libro The Virtual Republic:
Si bien puede parecer natural para algunos habitar este mundo creado por los medios, sospecho que hay un cambio fundamental aquí que tiene a mucha gente un poco asustada. Ya no se trata de convertir la naturaleza en una segunda naturaleza, de construir cosas y acostumbrarse a vivir en el mundo que la gente construye. Creo que podría ser interesante considerar la telestesia como algo fundamentalmente diferente. Lo que se teje con el telégrafo, el teléfono, la televisión, las telecomunicaciones no es una segunda naturaleza sino lo que yo llamo una tercera naturaleza.
Wark emigró a los Estados Unidos en 2000. Con el poeta australiano John Bi Kinsella, el novelista australiano Bernard Cohen y la escritora de memorias australiana Terri-Ann White, coescribieron Speed Factory, un trabajo experimental sobre la distancia y la expatriación. Los coautores desarrollaron para esto la técnica de escritura de fábrica rápida, en la que un autor escribe 300 palabras, se las envía por correo electrónico al siguiente autor, quien luego tiene 24 horas para escribir las siguientes 300 palabras.
Siguió Disposiciones, otro trabajo experimental. Wark viajó por el mundo con un dispositivo GPS y registró observaciones en momentos y coordenadas particulares. El teórico de los medios Ned Rossiter ha llamado a este enfoque 'micro- empiricismo ', y lo ve como derivado del trabajo del filósofo Gilles Deleuze.
En 2004 publicó su obra más conocida, A Hacker Manifesto. Aquí argumentó que el surgimiento de la propiedad intelectual crea una nueva división de clases, entre quienes la producen, a quienes ella llama la clase hacker, y quienes llegan a poseerla, la clase vectorialista. Argumentó que estos vectoralistas han impuesto el concepto de propiedad en todos los campos físicos (por lo tanto, teniendo escasez), pero ahora los nuevos vectoralistas reclaman la propiedad intelectual, un campo que no está limitado por la escasez. Mediante el concepto de propiedad intelectual, estos vectoralistas intentan instituir una escasez impuesta en un campo inmaterial. Wark argumentó que la clase vectorial no puede controlar el mundo intelectual (propiedad) en sí mismo, sino solo en su forma mercantilizada, no su aplicación o uso general.
Gamer Theory combina su interés en las técnicas de escritura experimental en los medios en red con su propia teoría de los medios en desarrollo. Gamer Theory fue publicado por primera vez por el Instituto para el Futuro del Libro como un libro en red con su propia interfaz especialmente diseñada. En Gamer Theory, argumentó que en un mundo que es cada vez más competitivo y parecido a un juego, los juegos de computadora son una versión utópica del mundo (en sí mismos un juego imperfecto), porque en realidad se dan cuenta de los principios de igualdad de condiciones y recompensas basadas en el mérito, que en otra parte se promete pero no se cumple realmente.
Su trabajo reciente explora el arte, la escritura y la política de la Internacional Situacionista (IS). En su libro 50 Years of Recuperation of the Situationist International (resultado de una conferencia impartida en la Universidad de Columbia), Wark examinó las influencias de la estética situacionista en el arte contemporáneo y los movimientos activistas, desde los medios tácticos hasta el movimiento antiglobalización. Wark prestó especial atención a figuras y obras a menudo olvidadas en la Internacional Situacionista, incluidos los proyectos arquitectónicos utópicos de Constant, la pintura de Giuseppe Pinot, The Situationist Times de Jacqueline de Jong y las novelas de Michèle Bernstein.
En 2013, junto con Alexander Galloway y Eugene Thacker, publicaron el libro Excommunication: Three Inquiries in Media and Mediation. En la apertura del libro los autores preguntan «¿Todo lo que existe, existe para ser presentado y representado, para ser mediado y remediado, para ser comunicado y traducido? Hay situaciones mediativas en las que triunfan la herejía, el exilio o el destierro, no la repetición, la comunión o la integración. Hay ciertos tipos de mensajes que dicen 'no habrá más mensajes'. Por tanto, para toda comunicación hay una excomunión correlativa». Este enfoque se ha denominado la "Escuela de Teoría de los Medios de Nueva York".
En The New School imparte seminarios sobre la Internacional Situacionista, la conferencia Visión Militarizada, así como Introducción a los Estudios Culturales. Fue residente de Eyebeam en 2007.
En 2019, el libro El capitalismo ha muerto: ¿es lo peor? (Capital Is Dead: Is This Something Worse? fue publicado en Verso. Sobre la base de su libro anterior A Hacker Manifesto, Wark diferenciaó la clase vectorialista de los capitalistas y terratenientes como una nueva clase dominante que gana su poder a través de la propiedad y el control de la información.

## Obras publicadas

### Publicaciones en el original inglés
- Virtual Geography: Living With Global Media Events (Indiana University Press, 1994)[10]
- The Virtual Republic: Australia’s Culture wars of the 1990s (Allen & Unwin, 1997)[11]
- Ray Edgar and Ashley Crawford (eds) Transit Lounge (Fine Art Publishing, 1998 – includes several of Wark's 21C essays).
- Celebrities, Culture and Cyberspace (Pluto Press Australia, 1999)[12]
- Josephine Bosma et al. (eds), Readme! (Autonomedia, 1999)
- Dispositions (Salt Publishing, 2002)[13]
- Speed Factory, with Bernard Cohen, John Kinsella y Terri-Ann White (Fremantle Arts Centre Press, 2002)[14]
- A Hacker Manifesto (Harvard University Press, 2004; Spanish translation: Un Manifiesto Hacker, Alpha Decay, Barcelona, 2006)[15]
- GAM3R 7H30RY (Institute for the Future of the Book, 2006 – Link)
- Gamer Theory (Harvard University Press, 2007)[16]
- 50 Years of Recuperation of the Situationist International (Princeton Architectural Press, 2008)[17]
- The Beach Beneath the Street: The Everyday Life and Glorious Times of the Situationist International (Verso, 2011)[18]
- Telesthesia: Communication, Culture and Class (Polity, 2012)[19]
- Excommunication: Three Inquiries in Media and Mediation (with Alexander R. Galloway and Eugene Thacker) (University of Chicago Press, 2013)[20]
- The Spectacle of Disintegration (Verso, 2013)[21]
- Molecular Red: Theory for the Anthropocene (Verso, 2015)[22]
- I’m Very Into You: Correspondence 1995-1996, with Kathy Acker (Semiotexte 2015)[23]
- General Intellects: Twenty-One Thinkers for the Twenty-First Century (Verso, 2017)[24]
- Capital Is Dead: Is This Something Worse? (Verso, 2019)[25]
- Reverse Cowgirl (Semiotext(e), 2020)[26]
- Sensoria: Thinkers for the Twenty-first Century (Verso, 2020)[27]
- Philosophy for Spiders: On the Low Theory of Kathy Acker (Duke University Press, 2021)[28]
- Raving (Duke University Press 2023)[29]
- Love and Money, Sex and Death (Verso Books 2023)[30]

### Publicaciones en castellano
- 2006 - Un manifiesto hacker, Alpha Decay, ISBN 978-84-934278-8-8.[31]
- 2018 - La playa bajo la calle. La vida cotidiana y los momentos gloriosos de la internacional situacionista, Hermida editores, ISBN 9788494836534.
- 2021 - El capitalismo ha muerto. El ascenso de la clase vectorialista. Holobionte, ISBN 9788412317039.[1]
- 2022 - Vaquera invertida. Caja Negra Editora,  ISBN 9789874822666.
- 2023 - Raving. Caja Negra Editora, ISBN 9789878272122.
- 2023 - Intelectos colectivos. Pensadores para el siglo XXI. La Caja Books, ISBN 9788417496838.

## Recepción
A nivel teórico, su escritura puede verse en el contexto de tres corrientes: los estudios culturales británicos, la teoría crítica alemana y el posestructuralismo francés. Sus trabajos anteriores combinaron influencias británicas y francesas para ampliar los estudios culturales australianos y abarcar cuestiones de globalización y tecnología de los nuevos medios. Sus trabajos posteriores se inspiran más en la Teoría Crítica y en gran parte del marxismo revisado. A través de su experimentación con formas de nuevos medios, comenzando con servidores de listas como nettime.org y luego con interfaces web como la desarrollada para Gamer Theory, sus trabajos se cruzan con otros teóricos de los nuevos medios como Geert Lovink y Mark Amerika.